# 월터 제임스

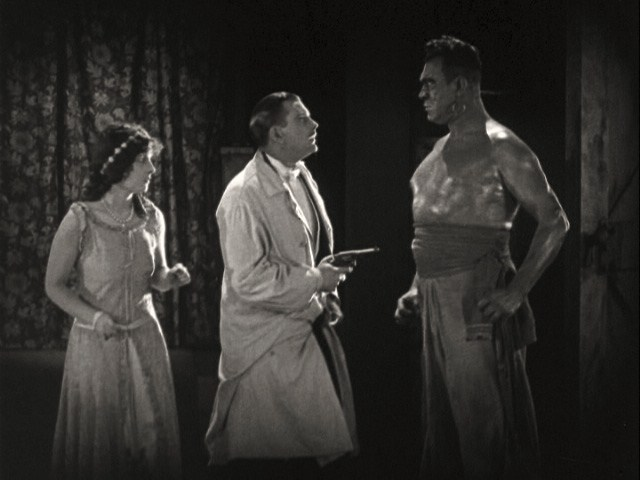

월터 제임스(Walter James, 1882년 6월 3일 ~ 1946년 6월 27일)는 미국의 배우이다.
채터누가에서 태어났으며 가데나에서 사망하였다. 사인은 심근 경색이다.

## 영화
- 론 레인저 (1938년)
- 하층민(영어판) (1936년)
- 모던 타임즈 (1936년)
- 키드 브라더 (1927년) - 짐 힉코리 역
- 패튼트 레더 키드 (1927년)
- 싸움왕 버틀러 (1926년)